# 紀伊国造
紀伊国造（きのくにのみやつこ、きいこくそう）は、紀伊国（現在の和歌山県）を支配した国造。国造族は神別の紀氏の長の流れをくむ一族で、古代には代々紀伊国の国造職とともに日前神宮・國懸神宮の祭祀を受け継ぎ、律令制施行により国造制が廃された後も同神宮の宮司として「国造」を称した。

## 概要

### 表記
『先代旧事本紀』「国造本紀」では紀伊国造と表記されるが、古くは『古事記』で木国造（きのくにのみやつこ）、『日本書紀』で紀国造とも表記した。

### 祖先
- 『先代旧事本紀』「国造本紀」では、神武朝に神皇産霊命の五世孫の天道根命を国造に定めたとされる。『紀伊続風土記』においても神武天皇の畿内平定ののちに紀伊の国造に封じられた天道根命の嫡流であるとされる。
- 実際に任命された最初の紀伊国造は、6世紀の紀忍勝（日本書紀敏達12年7月丁酉条、10月条）であると考えられている[2]。

### 氏族
紀氏（きうじ、姓は君）で、後に庚午年籍で紀直に改姓したと見られ、承和二年三月には紀宿禰を賜姓された。
神話の時代を含めると2,000年以上もの長い歳月を経た今もなお日前国懸の神に仕えている。これほどの古い家系を今に伝えているのは、天皇家を除くと、出雲国造家の千家・北島の両家、阿蘇神社の大宮司である阿蘇家（阿蘇国造）、宇佐神宮の大宮司である宮成・到津（宇佐国造）の両家、隠岐国造家であった億岐家、籠神社の宮司である海部家、熱田神宮の大宮司である千秋家（尾張国造）、住吉大社の宮司である津守家、諏訪大社の大祝である諏訪家（神氏）ぐらいともいわれ、特に出雲国造とともにその就任には朝廷からの認可が必要とされていた。なお、継嗣断絶のために2度ほど女系に替わっており、最初に国造職を継いだのは女系で紀伊国造家に繋がる紀氏出身の紀文煥（紀淑光の子）であった。
第64代俊連の頃から、神領の所々に城（太田城・秋月城など）を築いて外敵に備えるようになった。紀氏は神官であったが地方大名ほどの領地を有していて、周辺の土豪はその領地を狙っていた。戦国時代、第67代忠雄の頃には、それらの城に時折紀氏と所領が隣接していた雑賀衆が攻めてくることもあった。豊臣秀吉の紀州征伐により、日前神宮・国懸神宮両神宮の社殿はことごとく破壊され、紀氏は神領を没収された。忠雄は大納言秀長の手によって、仮殿が建てられてから再び当地に戻ってきた。その後、紀州藩主徳川頼宣の命によって、社殿が旧社地に復旧された。寛永4年（1627年）、頼宣は第68代忠光に社領40石を与えた。
平安時代中期と江戸時代後期に断絶の危機を迎えているが、いずれも女系で継承した。第38代奉世（ともよ）の婿養子には武内宿禰の後裔である皇別の紀氏から行義を、第74代慶俊の婿養子には公家の飛鳥井家から三冬（みつふゆ）を迎えた。行義は長谷雄流の紀氏で文煥（ふみてる、又はふみあき）の子、淑光の孫、長谷雄の曾孫に当たる。叔父の文利（文煥弟）が康保年間（10世紀中頃）に国司として紀伊に赴任したのに同行し、その折に奉世の女を娶った縁で天元年中（10世紀後葉）に国造職を譲られたという。また三冬の出である飛鳥井家は藤原北家師実流（花山院流）、三冬は雅重の四男で、その入婿は文化年中（19世紀初め）のことである。
俊尚の代の明治5年に華族に列し、明治17年7月7日の華族令公布で華族が五爵制になったのに伴い、翌8日に男爵に列した。その子俊秀は貴族院の男爵議員に五期当選して務め、公正会に所属した。

## 歴代紀伊国造
1. 天道根命（あめのみちねのみこと）
2. 比古麻命
3. 鬼刀禰命
4. 久志多麻命
5. 大名草比古命
6. 宇遅比古命
7. 舟木命
8. 夜都加志彦
9. 等与美々命
10. 紀豊布流
11. 紀塩籠
12. 紀禰賀志富
13. 紀忍
14. 紀国見
15. 紀麻佐手
16. 紀国勝
17. 紀忍勝
18. 紀大海
19. 紀忍穂
20. 紀牟婁
21. 紀石牟
22. 紀摩祖
23. 紀古麿
24. 紀林直
25. 紀千嶋
26. 紀足国
27. 紀豊島
28. 紀吉継
29. 紀豊
30. 紀五百友
31. 紀国栖
32. 紀豊成
33. 紀高継
34. 紀弘淵
35. 紀槻雄
36. 紀広世
37. 紀有守
38. 紀奉世
39. 紀行義 - 紀淑光の孫
40. 紀孝経
41. 紀義孝
42. 紀孝弘
43. 紀孝長
44. 紀孝季
45. 紀経佐
46. 紀良守
47. 紀良佐
48. 紀良忠
49. 紀良平
50. 紀良宣
51. 紀宣俊
52. 紀宣宗
53. 紀宣保
54. 紀宣親
55. 紀淑文
56. 紀淑氏
57. 紀俊文
58. 紀親文
59. 紀俊長
60. 紀行文
61. 紀行長
62. 紀行孝
63. 紀親弘
64. 紀俊連
65. 紀俊調
66. 紀光雄
67. 紀忠雄
68. 紀忠光
69. 紀昌長
70. 紀俊弘
71. 紀俊範
72. 紀豊文
73. 紀俊敬
74. 紀慶俊
75. 紀三冬（俊庸） - 飛鳥井雅重の四男
76. 紀尚長
77. 紀俊尚 - 明治維新により紀伊国造廃止、男爵を授爵
78. 紀俊秀 - 和歌山市長、貴族院議員
79. 紀俊忠 - 今園国映の次男
80. 紀俊行
81. 紀俊明 - 現・当主
82. 紀俊寿